# ЮАР на Играх доброй воли
ЮАР принимала участие в летних Играх доброй воли, начиная с Игр 1998 года.
На всех Играх спортивные делегации ЮАР завоевали всего 6 медалей, из них 3 золотых.

## Медальный зачёт

### Медали на летних Играх
| Игры             | Золото         | Серебро        | Бронза         | Всего          | Место          |
| 1986, 1990, 1994 | не участвовали | не участвовали | не участвовали | не участвовали | не участвовали |
| Нью-Йорк 1998    | 0              | 0              | 0              | 0              | —              |
| Брисбен 2001     | 3              | 2              | 1              | 6              | 12             |
| Всего            | 3              | 2              | 1              | 6              |                |